# Gourcy
Gourcy is een stad in Burkina Faso en is de hoofdplaats van de provincie Zondoma.
Gourcy telde in 2006 bij de volkstelling 24.240 inwoners.